# Toni Jerrman
Toni Jerrman är en finsk science fiction-redaktör och -kritiker. Han är redaktör för den finska sf-tidskriften Tähtivaeltaja och har tilldelats en rad utmärkelser för sina insatser. Jerrman var fanhedersgäst på Finncon i Jyväskylä 2004.